# Tirrena-Adriàtica 2019
La Tirrena-Adriàtica 2019, 54a edició de la Tirrena-Adriàtica, es disputà entre el 13 i el 19 de març de 2019. Aquesta era la setena prova de l'UCI World Tour 2019. Els corredors havien de superar 1.049 km repartits entre set etapes, la primera en la modalitat de contrarellotge per equips i la darrera en la de contrarellotge individual.
El vencedor final fou l'eslovè Primož Roglič (Team Jumbo-Visma), que s'imposà per tan sols un segon al britànic Adam Yates (Mitchelton-Scott). Jakob Fuglsang (Team Astana) completà el podi.

## Equips
L'organitzador RCS Sport convidà a cinc equips.
| WorldTeams (18)- AG2R La Mondiale - Astana - Bahrain-Merida - Bora-hansgrohe - CCC Team - Deceuninck-Quick Step - Dimension Data - EF Education First - Groupama-FDJ - Team Jumbo-Visma - Katusha-Alpecin - Lotto Soudal - Mitchelton-Scott - Movistar Team - Sky - Team Sunweb - Trek-Segafredo - UAE Team Emirates Equips continentals professionals (5)- Bardiani CSF - Cofidis, Solutions Crédits - Gazprom-RusVelo - Israel Cycling Academy - Neri Sottoli-Selle Italia-KTM |
| |

## Etapes
| Etapa    | Data       | Ciutats d'etapa                                     | type                      | Distància (km) | Vencedor de l'etapa | Líder de la general |
| -------- | ---------- | --------------------------------------------------- | ------------------------- | -------------- | ------------------- | ------------------- |
| 1a etapa | 13 de març | Lido di Camaiore – Lido di Camaiore                 | contrarellotge per equips | 21,5           | Mitchelton-Scott    | Michael Hepburn     |
| 2a etapa | 14 de març | Lido di Camaiore – Pomarance                        | etapa de mitja muntanya   | 189            | Julian Alaphilippe  | Adam Yates          |
| 3a etapa | 15 de març | Pomarance – Foligno                                 | etapa plana               | 189            | Elia Viviani        | Adam Yates          |
| 4a etapa | 16 de març | Foligno – Fossombrone                               | etapa accidentada         | 223            | Aleksei Lutsenko    | Adam Yates          |
| 5a etapa | 17 de març | Colli al Metauro – Recanati                         | etapa de mitja muntanya   | 178            | Jakob Fuglsang      | Adam Yates          |
| 6a etapa | 18 de març | Matelica – Jesi                                     | etapa plana               | 195            | Julian Alaphilippe  | Adam Yates          |
| 7a etapa | 19 de març | San Benedetto del Tronto – San Benedetto del Tronto | contrarellotge individual | 10,5           | Victor Campenaerts  | Primož Roglič       |

### Etapa 1
| \| Classificació de l'etapa \| Classificació de l'etapa \| Classificació de l'etapa \| Classificació de l'etapa \| Classificació de l'etapa \| Classificació de l'etapa \| \| Equip \| Equip \| Temps \| Diferència de temps \| Velocitat \| \| \| ------------------------ \| ------------------------ \| ------------------------ \| ------------------------ \| ------------------------ \| ------------------------ \| \| 1r \| Mitchelton-Scott \| 22' 25" \| 0" \| 57.546 km/h \| \| \| 2n \| Team Jumbo-Visma \| 22' 32" \| + 7" \| 57.249 km/h \| \| \| 3r \| Team Sunweb \| 22' 47" \| + 22" \| 56.620 km/h \| \| \| 4t \| Deceuninck-Quick Step \| 23' 02" \| + 37" \| 56.006 km/h \| \| \| 5è \| Sky \| 23' 12" \| + 47" \| 55.603 km/h \| \| \| 6è \| Lotto Soudal \| 23' 19" \| + 54" \| 55.325 km/h \| \| \| 7è \| EF Education First \| 23' 21" \| + 56" \| 55.246 km/h \| \| \| 8è \| Groupama-FDJ \| 23' 23" \| + 58" \| 55.167 km/h \| \| \| 9è \| Israel Cycling Academy \| 23' 30" \| + 1' 05" \| 54.894 km/h \| \| \| 10è \| Bahrain-Merida \| 23' 35" \| + 1' 10" \| 54.700 km/h \| \| |                        |         |                     |             |
| |                        |         |                     |             |
| Font: ProCyclingStats |                        |         |                     |             |
| Classificació de l'etapa |                        |         |                     |             |
| Equip | Equip                  | Temps   | Diferència de temps | Velocitat   |
| 1r | Mitchelton-Scott       | 22' 25" | 0"                  | 57.546 km/h |
| 2n | Team Jumbo-Visma       | 22' 32" | + 7"                | 57.249 km/h |
| 3r | Team Sunweb            | 22' 47" | + 22"               | 56.620 km/h |
| 4t | Deceuninck-Quick Step  | 23' 02" | + 37"               | 56.006 km/h |
| 5è | Sky                    | 23' 12" | + 47"               | 55.603 km/h |
| 6è | Lotto Soudal           | 23' 19" | + 54"               | 55.325 km/h |
| 7è | EF Education First     | 23' 21" | + 56"               | 55.246 km/h |
| 8è | Groupama-FDJ           | 23' 23" | + 58"               | 55.167 km/h |
| 9è | Israel Cycling Academy | 23' 30" | + 1' 05"            | 54.894 km/h |
| 10è | Bahrain-Merida         | 23' 35" | + 1' 10"            | 54.700 km/h |

| \| Classificació general \| Classificació general \| Classificació general \| Classificació general \| Classificació general \| \| Corredor \| Corredor \| Equip \| Temps \| \| \| --------------------- \| --------------------- \| --------------------- \| --------------------- \| --------------------- \| \| 1r \| Michael Hepburn \| Mitchelton-Scott \| 22h 25' 00" \| \| \| 2n \| Brent Bookwalter \| Mitchelton-Scott \| + 0" \| \| \| 3r \| Luke Durbridge \| Mitchelton-Scott \| + 0" \| \| \| 4t \| Adam Yates \| Mitchelton-Scott \| + 0" \| \| \| 5è \| Alexander Edmondson \| Mitchelton-Scott \| + 3" \| \| \| 6è \| Jos van Emden \| Team Jumbo-Visma \| + 7" \| \| \| 7è \| Primož Roglič \| Team Jumbo-Visma \| + 7" \| \| \| 8è \| Koen Bouwman \| Team Jumbo-Visma \| + 7" \| \| \| 9è \| Tony Martin \| Team Jumbo-Visma \| + 7" \| \| \| 10è \| Laurens De Plus \| Team Jumbo-Visma \| + 7" \| \| |                     |                  |             |
| |                     |                  |             |
| Font: ProCyclingStats |                     |                  |             |
| Classificació general |                     |                  |             |
| Corredor | Corredor            | Equip            | Temps       |
| 1r | Michael Hepburn     | Mitchelton-Scott | 22h 25' 00" |
| 2n | Brent Bookwalter    | Mitchelton-Scott | + 0"        |
| 3r | Luke Durbridge      | Mitchelton-Scott | + 0"        |
| 4t | Adam Yates          | Mitchelton-Scott | + 0"        |
| 5è | Alexander Edmondson | Mitchelton-Scott | + 3"        |
| 6è | Jos van Emden       | Team Jumbo-Visma | + 7"        |
| 7è | Primož Roglič       | Team Jumbo-Visma | + 7"        |
| 8è | Koen Bouwman        | Team Jumbo-Visma | + 7"        |
| 9è | Tony Martin         | Team Jumbo-Visma | + 7"        |
| 10è | Laurens De Plus     | Team Jumbo-Visma | + 7"        |

### Etapa 2
| \| Classificació de l'etapa \| Classificació de l'etapa \| Classificació de l'etapa \| Classificació de l'etapa \| Classificació de l'etapa \| \| Corredor \| Corredor \| Equip \| Temps \| \| \| ------------------------ \| ------------------------ \| ------------------------ \| ------------------------ \| ------------------------ \| \| 1r \| Julian Alaphilippe \| Deceuninck-Quick Step \| 4h 48' 09" \| \| \| 2n \| Greg Van Avermaet \| CCC Team \| + 0" \| \| \| 3r \| Alberto Bettiol \| EF Education First \| + 0" \| \| \| 4t \| Tiesj Benoot \| Lotto-Soudal \| + 0" \| \| \| 5è \| Adam Yates \| Mitchelton-Scott \| + 0" \| \| \| 6è \| Valerio Conti \| UAE Team Emirates \| + 0" \| \| \| 7è \| Primož Roglič \| Team Jumbo-Visma \| + 0" \| \| \| 8è \| Wout Poels \| Team Sky \| + 0" \| \| \| 9è \| Jakob Fuglsang \| Astana \| + 0" \| \| \| 10è \| Tim Wellens \| Lotto-Soudal \| + 0" \| \| |                    |                       |            |
| |                    |                       |            |
| Font: ProCyclingStats |                    |                       |            |
| Classificació de l'etapa |                    |                       |            |
| Corredor | Corredor           | Equip                 | Temps      |
| 1r | Julian Alaphilippe | Deceuninck-Quick Step | 4h 48' 09" |
| 2n | Greg Van Avermaet  | CCC Team              | + 0"       |
| 3r | Alberto Bettiol    | EF Education First    | + 0"       |
| 4t | Tiesj Benoot       | Lotto-Soudal          | + 0"       |
| 5è | Adam Yates         | Mitchelton-Scott      | + 0"       |
| 6è | Valerio Conti      | UAE Team Emirates     | + 0"       |
| 7è | Primož Roglič      | Team Jumbo-Visma      | + 0"       |
| 8è | Wout Poels         | Team Sky              | + 0"       |
| 9è | Jakob Fuglsang     | Astana                | + 0"       |
| 10è | Tim Wellens        | Lotto-Soudal          | + 0"       |

| \| Classificació general \| Classificació general \| Classificació general \| Classificació general \| Classificació general \| \| Corredor \| Corredor \| Equip \| Temps \| \| \| --------------------- \| --------------------- \| --------------------- \| --------------------- \| --------------------- \| \| 1r \| Adam Yates \| Mitchelton-Scott \| 5h 10' 34" \| \| \| 2n \| Brent Bookwalter \| Mitchelton-Scott \| + 0" \| \| \| 3r \| Primož Roglič \| Team Jumbo-Visma \| + 7" \| \| \| 4t \| Laurens De Plus \| Team Jumbo-Visma \| + 7" \| \| \| 5è \| Søren Kragh Andersen \| Team Sunweb \| + 22" \| \| \| 6è \| Tom Dumoulin \| Team Sunweb \| + 22" \| \| \| 7è \| Sam Oomen \| Team Sunweb \| + 22" \| \| \| 8è \| Julian Alaphilippe \| Deceuninck-Quick Step \| + 27" \| \| \| 9è \| Kasper Asgreen \| Deceuninck-Quick Step \| + 37" \| \| \| 10è \| Wout Poels \| Team Sky \| + 47" \| \| |                      |                       |            |
| |                      |                       |            |
| Font: ProCyclingStats |                      |                       |            |
| Classificació general |                      |                       |            |
| Corredor | Corredor             | Equip                 | Temps      |
| 1r | Adam Yates           | Mitchelton-Scott      | 5h 10' 34" |
| 2n | Brent Bookwalter     | Mitchelton-Scott      | + 0"       |
| 3r | Primož Roglič        | Team Jumbo-Visma      | + 7"       |
| 4t | Laurens De Plus      | Team Jumbo-Visma      | + 7"       |
| 5è | Søren Kragh Andersen | Team Sunweb           | + 22"      |
| 6è | Tom Dumoulin         | Team Sunweb           | + 22"      |
| 7è | Sam Oomen            | Team Sunweb           | + 22"      |
| 8è | Julian Alaphilippe   | Deceuninck-Quick Step | + 27"      |
| 9è | Kasper Asgreen       | Deceuninck-Quick Step | + 37"      |
| 10è | Wout Poels           | Team Sky              | + 47"      |

### Etapa 3
| \| Classificació de l'etapa \| Classificació de l'etapa \| Classificació de l'etapa \| Classificació de l'etapa \| Classificació de l'etapa \| \| Corredor \| Corredor \| Equip \| Temps \| \| \| ------------------------ \| ------------------------ \| ----------------------------- \| ------------------------ \| ------------------------ \| \| 1r \| Elia Viviani \| Deceuninck-Quick Step \| 5h 26' 45" \| \| \| 2n \| Peter Sagan \| Bora-Hansgrohe \| + 0" \| \| \| 3r \| Fernando Gaviria Rendón \| UAE Team Emirates \| + 0" \| \| \| 4t \| Giacomo Nizzolo \| Dimension Data \| + 0" \| \| \| 5è \| Jens Keukeleire \| Lotto-Soudal \| + 0" \| \| \| 6è \| Davide Cimolai \| Israel Cycling Academy \| + 0" \| \| \| 7è \| Clément Venturini \| AG2R La Mondiale \| + 0" \| \| \| 8è \| Jasper Stuyven \| Trek-Segafredo \| + 0" \| \| \| 9è \| Davide Ballerini \| Astana \| + 0" \| \| \| 10è \| Luca Pacioni \| Neri Sottoli-Selle Italia-KTM \| + 0" \| \| |                         |                               |            |
| |                         |                               |            |
| Font: ProCyclingStats |                         |                               |            |
| Classificació de l'etapa |                         |                               |            |
| Corredor | Corredor                | Equip                         | Temps      |
| 1r | Elia Viviani            | Deceuninck-Quick Step         | 5h 26' 45" |
| 2n | Peter Sagan             | Bora-Hansgrohe                | + 0"       |
| 3r | Fernando Gaviria Rendón | UAE Team Emirates             | + 0"       |
| 4t | Giacomo Nizzolo         | Dimension Data                | + 0"       |
| 5è | Jens Keukeleire         | Lotto-Soudal                  | + 0"       |
| 6è | Davide Cimolai          | Israel Cycling Academy        | + 0"       |
| 7è | Clément Venturini       | AG2R La Mondiale              | + 0"       |
| 8è | Jasper Stuyven          | Trek-Segafredo                | + 0"       |
| 9è | Davide Ballerini        | Astana                        | + 0"       |
| 10è | Luca Pacioni            | Neri Sottoli-Selle Italia-KTM | + 0"       |

| \| Classificació general \| Classificació general \| Classificació general \| Classificació general \| Classificació general \| \| Corredor \| Corredor \| Equip \| Temps \| \| \| --------------------- \| ---------------------------- \| --------------------- \| --------------------- \| --------------------- \| \| 1r \| Adam Yates \| Mitchelton-Scott \| 10h 37' 19" \| \| \| 2n \| Brent Bookwalter \| Mitchelton-Scott \| + 0" \| \| \| 3r \| Primož Roglič \| Team Jumbo-Visma \| + 7" \| \| \| 4t \| Laurens De Plus \| Team Jumbo-Visma \| + 7" \| \| \| 5è \| Tom Dumoulin \| Team Sunweb \| + 22" \| \| \| 6è \| Sam Oomen \| Team Sunweb \| + 22" \| \| \| 7è \| Søren Kragh Andersen \| Team Sunweb \| + 22" \| \| \| 8è \| Julian Alaphilippe \| Deceuninck-Quick Step \| + 27" \| \| \| 9è \| Wout Poels \| Team Sky \| + 47" \| \| \| 10è \| Jonathan Castroviejo Nicolás \| Team Sky \| + 47" \| \| |                              |                       |             |
| |                              |                       |             |
| Font: ProCyclingStats |                              |                       |             |
| Classificació general |                              |                       |             |
| Corredor | Corredor                     | Equip                 | Temps       |
| 1r | Adam Yates                   | Mitchelton-Scott      | 10h 37' 19" |
| 2n | Brent Bookwalter             | Mitchelton-Scott      | + 0"        |
| 3r | Primož Roglič                | Team Jumbo-Visma      | + 7"        |
| 4t | Laurens De Plus              | Team Jumbo-Visma      | + 7"        |
| 5è | Tom Dumoulin                 | Team Sunweb           | + 22"       |
| 6è | Sam Oomen                    | Team Sunweb           | + 22"       |
| 7è | Søren Kragh Andersen         | Team Sunweb           | + 22"       |
| 8è | Julian Alaphilippe           | Deceuninck-Quick Step | + 27"       |
| 9è | Wout Poels                   | Team Sky              | + 47"       |
| 10è | Jonathan Castroviejo Nicolás | Team Sky              | + 47"       |

### Etapa 4
| \| Classificació de l'etapa \| Classificació de l'etapa \| Classificació de l'etapa \| Classificació de l'etapa \| Classificació de l'etapa \| \| Corredor \| Corredor \| Equip \| Temps \| \| \| ------------------------ \| ------------------------ \| ------------------------ \| ------------------------ \| ------------------------ \| \| 1r \| Aleksei Lutsenko \| Astana \| 5h 16' 29" \| \| \| 2n \| Primož Roglič \| Team Jumbo-Visma \| + 0" \| \| \| 3r \| Adam Yates \| Mitchelton-Scott \| + 0" \| \| \| 4t \| Jakob Fuglsang \| Astana \| + 0" \| \| \| 5è \| Davide Formolo \| Bora-Hansgrohe \| + 9" \| \| \| 6è \| Alberto Bettiol \| EF Education First \| + 23" \| \| \| 7è \| Simon Clarke \| EF Education First \| + 23" \| \| \| 8è \| Tiesj Benoot \| Lotto-Soudal \| + 23" \| \| \| 9è \| Julian Alaphilippe \| Deceuninck-Quick Step \| + 23" \| \| \| 10è \| Wout Poels \| Team Sky \| + 23" \| \| |                    |                       |            |
| |                    |                       |            |
| Font: ProCyclingStats |                    |                       |            |
| Classificació de l'etapa |                    |                       |            |
| Corredor | Corredor           | Equip                 | Temps      |
| 1r | Aleksei Lutsenko   | Astana                | 5h 16' 29" |
| 2n | Primož Roglič      | Team Jumbo-Visma      | + 0"       |
| 3r | Adam Yates         | Mitchelton-Scott      | + 0"       |
| 4t | Jakob Fuglsang     | Astana                | + 0"       |
| 5è | Davide Formolo     | Bora-Hansgrohe        | + 9"       |
| 6è | Alberto Bettiol    | EF Education First    | + 23"      |
| 7è | Simon Clarke       | EF Education First    | + 23"      |
| 8è | Tiesj Benoot       | Lotto-Soudal          | + 23"      |
| 9è | Julian Alaphilippe | Deceuninck-Quick Step | + 23"      |
| 10è | Wout Poels         | Team Sky              | + 23"      |

| \| Classificació general \| Classificació general \| Classificació general \| Classificació general \| Classificació general \| \| Corredor \| Corredor \| Equip \| Temps \| \| \| --------------------- \| --------------------- \| --------------------- \| --------------------- \| --------------------- \| \| 1r \| Adam Yates \| Mitchelton-Scott \| 15h 53' 42" \| \| \| 2n \| Primož Roglič \| Team Jumbo-Visma \| + 7" \| \| \| 3r \| Tom Dumoulin \| Team Sunweb \| + 50" \| \| \| 4t \| Julian Alaphilippe \| Deceuninck-Quick Step \| + 56" \| \| \| 5è \| Sam Oomen \| Team Sunweb \| + 56" \| \| \| 6è \| Aleksei Lutsenko \| Astana \| + 1' 06" \| \| \| 7è \| Wout Poels \| Team Sky \| + 1' 16" \| \| \| 8è \| Jakob Fuglsang \| Astana \| + 1' 19" \| \| \| 9è \| Alberto Bettiol \| EF Education First \| + 1' 21" \| \| \| 10è \| Simon Clarke \| EF Education First \| + 1' 25" \| \| |                    |                       |             |
| |                    |                       |             |
| Font: ProCyclingStats |                    |                       |             |
| Classificació general |                    |                       |             |
| Corredor | Corredor           | Equip                 | Temps       |
| 1r | Adam Yates         | Mitchelton-Scott      | 15h 53' 42" |
| 2n | Primož Roglič      | Team Jumbo-Visma      | + 7"        |
| 3r | Tom Dumoulin       | Team Sunweb           | + 50"       |
| 4t | Julian Alaphilippe | Deceuninck-Quick Step | + 56"       |
| 5è | Sam Oomen          | Team Sunweb           | + 56"       |
| 6è | Aleksei Lutsenko   | Astana                | + 1' 06"    |
| 7è | Wout Poels         | Team Sky              | + 1' 16"    |
| 8è | Jakob Fuglsang     | Astana                | + 1' 19"    |
| 9è | Alberto Bettiol    | EF Education First    | + 1' 21"    |
| 10è | Simon Clarke       | EF Education First    | + 1' 25"    |

### Etapa 5
| \| Classificació de l'etapa \| Classificació de l'etapa \| Classificació de l'etapa \| Classificació de l'etapa \| Classificació de l'etapa \| \| Corredor \| Corredor \| Equip \| Temps \| \| \| ------------------------ \| ------------------------ \| ------------------------ \| ------------------------ \| ------------------------ \| \| 1r \| Jakob Fuglsang \| Astana \| 4h 39' 32" \| \| \| 2n \| Adam Yates \| Mitchelton-Scott \| + 40" \| \| \| 3r \| Primož Roglič \| Team Jumbo-Visma \| + 56" \| \| \| 4t \| Tom Dumoulin \| Team Sunweb \| + 1' 39" \| \| \| 5è \| Thibaut Pinot \| Groupama-FDJ \| + 1' 53" \| \| \| 6è \| Wout Poels \| Team Sky \| + 1' 57" \| \| \| 7è \| Mads Pedersen \| Trek-Segafredo \| + 2' 09" \| \| \| 8è \| Alexis Vuillermoz \| AG2R La Mondiale \| + 2' 12" \| \| \| 9è \| Tiesj Benoot \| Lotto-Soudal \| + 2' 12" \| \| \| 10è \| Simon Clarke \| EF Education First \| + 2' 12" \| \| |                   |                    |            |
| |                   |                    |            |
| Font: ProCyclingStats |                   |                    |            |
| Classificació de l'etapa |                   |                    |            |
| Corredor | Corredor          | Equip              | Temps      |
| 1r | Jakob Fuglsang    | Astana             | 4h 39' 32" |
| 2n | Adam Yates        | Mitchelton-Scott   | + 40"      |
| 3r | Primož Roglič     | Team Jumbo-Visma   | + 56"      |
| 4t | Tom Dumoulin      | Team Sunweb        | + 1' 39"   |
| 5è | Thibaut Pinot     | Groupama-FDJ       | + 1' 53"   |
| 6è | Wout Poels        | Team Sky           | + 1' 57"   |
| 7è | Mads Pedersen     | Trek-Segafredo     | + 2' 09"   |
| 8è | Alexis Vuillermoz | AG2R La Mondiale   | + 2' 12"   |
| 9è | Tiesj Benoot      | Lotto-Soudal       | + 2' 12"   |
| 10è | Simon Clarke      | EF Education First | + 2' 12"   |

| \| Classificació general \| Classificació general \| Classificació general \| Classificació general \| Classificació general \| \| Corredor \| Corredor \| Equip \| Temps \| \| \| --------------------- \| -------------------------- \| --------------------- \| --------------------- \| --------------------- \| \| 1r \| Adam Yates \| Mitchelton-Scott \| 20h 33' 48" \| \| \| 2n \| Primož Roglič \| Team Jumbo-Visma \| + 25" \| \| \| 3r \| Jakob Fuglsang \| Astana \| + 35" \| \| \| 4t \| Tom Dumoulin \| Team Sunweb \| + 1' 55" \| \| \| 5è \| Julian Alaphilippe \| Deceuninck-Quick Step \| + 2' 34" \| \| \| 6è \| Wout Poels \| Team Sky \| + 2' 39" \| \| \| 7è \| Thibaut Pinot \| Groupama-FDJ \| + 2' 46" \| \| \| 8è \| Sam Oomen \| Team Sunweb \| + 2' 58" \| \| \| 9è \| Simon Clarke \| EF Education First \| + 3' 03" \| \| \| 10è \| Rui Alberto Faria da Costa \| UAE Team Emirates \| + 3' 26" \| \| |                            |                       |             |
| |                            |                       |             |
| Font: ProCyclingStats |                            |                       |             |
| Classificació general |                            |                       |             |
| Corredor | Corredor                   | Equip                 | Temps       |
| 1r | Adam Yates                 | Mitchelton-Scott      | 20h 33' 48" |
| 2n | Primož Roglič              | Team Jumbo-Visma      | + 25"       |
| 3r | Jakob Fuglsang             | Astana                | + 35"       |
| 4t | Tom Dumoulin               | Team Sunweb           | + 1' 55"    |
| 5è | Julian Alaphilippe         | Deceuninck-Quick Step | + 2' 34"    |
| 6è | Wout Poels                 | Team Sky              | + 2' 39"    |
| 7è | Thibaut Pinot              | Groupama-FDJ          | + 2' 46"    |
| 8è | Sam Oomen                  | Team Sunweb           | + 2' 58"    |
| 9è | Simon Clarke               | EF Education First    | + 3' 03"    |
| 10è | Rui Alberto Faria da Costa | UAE Team Emirates     | + 3' 26"    |

### Etapa 6
| \| Classificació de l'etapa \| Classificació de l'etapa \| Classificació de l'etapa \| Classificació de l'etapa \| Classificació de l'etapa \| \| Corredor \| Corredor \| Equip \| Temps \| \| \| ------------------------ \| ------------------------------- \| ------------------------ \| ------------------------ \| ------------------------ \| \| 1r \| Julian Alaphilippe \| Deceuninck-Quick Step \| 4h 42' 11" \| \| \| 2n \| Davide Cimolai \| Israel Cycling Academy \| + 0" \| \| \| 3r \| Elia Viviani \| Deceuninck-Quick Step \| + 0" \| \| \| 4t \| Clément Venturini \| AG2R La Mondiale \| + 0" \| \| \| 5è \| Peter Sagan \| Bora-Hansgrohe \| + 0" \| \| \| 6è \| Maximiliano Richeze Araquistain \| Deceuninck-Quick Step \| + 0" \| \| \| 7è \| Jens Keukeleire \| Lotto-Soudal \| + 0" \| \| \| 8è \| Greg Van Avermaet \| CCC Team \| + 0" \| \| \| 9è \| Reinardt Janse van Rensburg \| Dimension Data \| + 0" \| \| \| 10è \| Simone Consonni \| UAE Team Emirates \| + 0" \| \| |                                 |                        |            |
| |                                 |                        |            |
| Font: ProCyclingStats |                                 |                        |            |
| Classificació de l'etapa |                                 |                        |            |
| Corredor | Corredor                        | Equip                  | Temps      |
| 1r | Julian Alaphilippe              | Deceuninck-Quick Step  | 4h 42' 11" |
| 2n | Davide Cimolai                  | Israel Cycling Academy | + 0"       |
| 3r | Elia Viviani                    | Deceuninck-Quick Step  | + 0"       |
| 4t | Clément Venturini               | AG2R La Mondiale       | + 0"       |
| 5è | Peter Sagan                     | Bora-Hansgrohe         | + 0"       |
| 6è | Maximiliano Richeze Araquistain | Deceuninck-Quick Step  | + 0"       |
| 7è | Jens Keukeleire                 | Lotto-Soudal           | + 0"       |
| 8è | Greg Van Avermaet               | CCC Team               | + 0"       |
| 9è | Reinardt Janse van Rensburg     | Dimension Data         | + 0"       |
| 10è | Simone Consonni                 | UAE Team Emirates      | + 0"       |

| \| Classificació general \| Classificació general \| Classificació general \| Classificació general \| Classificació general \| \| Corredor \| Corredor \| Equip \| Temps \| \| \| --------------------- \| -------------------------- \| --------------------- \| --------------------- \| --------------------- \| \| 1r \| Adam Yates \| Mitchelton-Scott \| 25h 15' 59" \| \| \| 2n \| Primož Roglič \| Team Jumbo-Visma \| + 25" \| \| \| 3r \| Jakob Fuglsang \| Astana \| + 35" \| \| \| 4t \| Tom Dumoulin \| Team Sunweb \| + 1' 55" \| \| \| 5è \| Julian Alaphilippe \| Deceuninck-Quick Step \| + 2' 24" \| \| \| 6è \| Wout Poels \| Team Sky \| + 2' 39" \| \| \| 7è \| Thibaut Pinot \| Groupama-FDJ \| + 2' 46" \| \| \| 8è \| Sam Oomen \| Team Sunweb \| + 2' 58" \| \| \| 9è \| Simon Clarke \| EF Education First \| + 3' 03" \| \| \| 10è \| Rui Alberto Faria da Costa \| UAE Team Emirates \| + 3' 26" \| \| |                            |                       |             |
| |                            |                       |             |
| Font: ProCyclingStats |                            |                       |             |
| Classificació general |                            |                       |             |
| Corredor | Corredor                   | Equip                 | Temps       |
| 1r | Adam Yates                 | Mitchelton-Scott      | 25h 15' 59" |
| 2n | Primož Roglič              | Team Jumbo-Visma      | + 25"       |
| 3r | Jakob Fuglsang             | Astana                | + 35"       |
| 4t | Tom Dumoulin               | Team Sunweb           | + 1' 55"    |
| 5è | Julian Alaphilippe         | Deceuninck-Quick Step | + 2' 24"    |
| 6è | Wout Poels                 | Team Sky              | + 2' 39"    |
| 7è | Thibaut Pinot              | Groupama-FDJ          | + 2' 46"    |
| 8è | Sam Oomen                  | Team Sunweb           | + 2' 58"    |
| 9è | Simon Clarke               | EF Education First    | + 3' 03"    |
| 10è | Rui Alberto Faria da Costa | UAE Team Emirates     | + 3' 26"    |

### Etapa 7
| \| Classificació de l'etapa \| Classificació de l'etapa \| Classificació de l'etapa \| Classificació de l'etapa \| Classificació de l'etapa \| \| Corredor \| Corredor \| Equip \| Temps \| \| \| ------------------------ \| ------------------------ \| ------------------------ \| ------------------------ \| ------------------------ \| \| 1r \| Victor Campenaerts \| Lotto-Soudal \| 11' 23" \| \| \| 2n \| Alberto Bettiol \| EF Education First \| + 3" \| \| \| 3r \| Jos van Emden \| Team Jumbo-Visma \| + 4" \| \| \| 4t \| Sebastian Langeveld \| EF Education First \| + 6" \| \| \| 5è \| Yves Lampaert \| Deceuninck-Quick Step \| + 7" \| \| \| 6è \| Mads Pedersen \| Trek-Segafredo \| + 8" \| \| \| 7è \| Tom Dumoulin \| Team Sunweb \| + 8" \| \| \| 8è \| Rohan Dennis \| Bahrain-Merida \| + 9" \| \| \| 9è \| Michael Hepburn \| Mitchelton-Scott \| + 11" \| \| \| 10è \| Filippo Ganna \| Team Sky \| + 12" \| \| |                     |                       |         |
| |                     |                       |         |
| Font: ProCyclingStats |                     |                       |         |
| Classificació de l'etapa |                     |                       |         |
| Corredor | Corredor            | Equip                 | Temps   |
| 1r | Victor Campenaerts  | Lotto-Soudal          | 11' 23" |
| 2n | Alberto Bettiol     | EF Education First    | + 3"    |
| 3r | Jos van Emden       | Team Jumbo-Visma      | + 4"    |
| 4t | Sebastian Langeveld | EF Education First    | + 6"    |
| 5è | Yves Lampaert       | Deceuninck-Quick Step | + 7"    |
| 6è | Mads Pedersen       | Trek-Segafredo        | + 8"    |
| 7è | Tom Dumoulin        | Team Sunweb           | + 8"    |
| 8è | Rohan Dennis        | Bahrain-Merida        | + 9"    |
| 9è | Michael Hepburn     | Mitchelton-Scott      | + 11"   |
| 10è | Filippo Ganna       | Team Sky              | + 12"   |

## Classificacions finals

### Classificació general
| \| Classificació general \| Classificació general \| Classificació general \| Classificació general \| Classificació general \| \| Corredor \| Corredor \| Equip \| Temps \| \| \| --------------------- \| -------------------------- \| --------------------- \| --------------------- \| --------------------- \| \| 1r \| Primož Roglič \| Team Jumbo-Visma \| 25h 28' 00" \| \| \| 2n \| Adam Yates \| Mitchelton-Scott \| + 1" \| \| \| 3r \| Jakob Fuglsang \| Astana \| + 30" \| \| \| 4t \| Tom Dumoulin \| Team Sunweb \| + 1' 25" \| \| \| 5è \| Thibaut Pinot \| Groupama-FDJ \| + 2' 32" \| \| \| 6è \| Julian Alaphilippe \| Deceuninck-Quick Step \| + 2' 34" \| \| \| 7è \| Wout Poels \| Team Sky \| + 2' 42" \| \| \| 8è \| Simon Clarke \| EF Education First \| + 3' 01" \| \| \| 9è \| Sam Oomen \| Team Sunweb \| + 3' 12" \| \| \| 10è \| Rui Alberto Faria da Costa \| UAE Team Emirates \| + 3' 18" \| \| |                            |                       |             |
| |                            |                       |             |
| Font: ProCyclingStats |                            |                       |             |
| Classificació general |                            |                       |             |
| Corredor | Corredor                   | Equip                 | Temps       |
| 1r | Primož Roglič              | Team Jumbo-Visma      | 25h 28' 00" |
| 2n | Adam Yates                 | Mitchelton-Scott      | + 1"        |
| 3r | Jakob Fuglsang             | Astana                | + 30"       |
| 4t | Tom Dumoulin               | Team Sunweb           | + 1' 25"    |
| 5è | Thibaut Pinot              | Groupama-FDJ          | + 2' 32"    |
| 6è | Julian Alaphilippe         | Deceuninck-Quick Step | + 2' 34"    |
| 7è | Wout Poels                 | Team Sky              | + 2' 42"    |
| 8è | Simon Clarke               | EF Education First    | + 3' 01"    |
| 9è | Sam Oomen                  | Team Sunweb           | + 3' 12"    |
| 10è | Rui Alberto Faria da Costa | UAE Team Emirates     | + 3' 18"    |

| Classificació per punts | Classificació per punts | Classificació per punts | Classificació per punts | Classificació per punts |
| Corredor                | Corredor                | Equip                   | Punts                   |                         |
| ----------------------- | ----------------------- | ----------------------- | ----------------------- | ----------------------- |
| 1r                      | Mirco Maestri           | Bardiani CSF            | 31 pts                  |                         |
| 2n                      | Adam Yates              | Mitchelton-Scott        | 27 pts                  |                         |
| 3r                      | Julian Alaphilippe      | Deceuninck-Quick Step   | 26 pts                  |                         |
| 4t                      | Alberto Bettiol         | EF Education First      | 23 pts                  |                         |
| 5è                      | Jakob Fuglsang          | Astana                  | 22 pts                  |                         |
| 6è                      | Primož Roglič           | Team Jumbo-Visma        | 22 pts                  |                         |
| 7è                      | Elia Viviani            | Deceuninck-Quick Step   | 20 pts                  |                         |
| 8è                      | Aleksei Lutsenko        | Astana                  | 17 pts                  |                         |
| 9è                      | Peter Sagan             | Bora-Hansgrohe          | 16 pts                  |                         |
| 10è                     | Davide Cimolai          | Israel Cycling Academy  | 15 pts                  |                         |

| Classificació per punts | Classificació per punts | Classificació per punts | Classificació per punts | Classificació per punts |
| Corredor                | Corredor                | Equip                   | Punts                   |                         |
| ----------------------- | ----------------------- | ----------------------- | ----------------------- | ----------------------- |
| 1r                      | Mirco Maestri           | Bardiani CSF            | 31 pts                  |                         |
| 2n                      | Adam Yates              | Mitchelton-Scott        | 27 pts                  |                         |
| 3r                      | Julian Alaphilippe      | Deceuninck-Quick Step   | 26 pts                  |                         |
| 4t                      | Alberto Bettiol         | EF Education First      | 23 pts                  |                         |
| 5è                      | Jakob Fuglsang          | Astana                  | 22 pts                  |                         |
| 6è                      | Primož Roglič           | Team Jumbo-Visma        | 22 pts                  |                         |
| 7è                      | Elia Viviani            | Deceuninck-Quick Step   | 20 pts                  |                         |
| 8è                      | Aleksei Lutsenko        | Astana                  | 17 pts                  |                         |
| 9è                      | Peter Sagan             | Bora-Hansgrohe          | 16 pts                  |                         |
| 10è                     | Davide Cimolai          | Israel Cycling Academy  | 15 pts                  |                         |

| Classificació de la muntanya | Classificació de la muntanya | Classificació de la muntanya  | Classificació de la muntanya | Classificació de la muntanya |
| Corredor                     | Corredor                     | Equip                         | Punts                        |                              |
| ---------------------------- | ---------------------------- | ----------------------------- | ---------------------------- | ---------------------------- |
| 1r                           | Aleksei Lutsenko             | Astana                        | 35 pts                       |                              |
| 2n                           | Jakob Fuglsang               | Astana                        | 34 pts                       |                              |
| 3r                           | Adam Yates                   | Mitchelton-Scott              | 25 pts                       |                              |
| 4t                           | Julian Alaphilippe           | Deceuninck-Quick Step         | 23 pts                       |                              |
| 5è                           | Davide Gabburo               | Neri Sottoli-Selle Italia-KTM | 20 pts                       |                              |
| 6è                           | Natnael Berhane              | Cofidis, Solutions Crédits    | 20 pts                       |                              |
| 7è                           | Primož Roglič                | Team Jumbo-Visma              | 18 pts                       |                              |
| 8è                           | Mads Pedersen                | Trek-Segafredo                | 14 pts                       |                              |
| 9è                           | Sebastian Schönberger        | Neri Sottoli-Selle Italia-KTM | 12 pts                       |                              |
| 10è                          | Giovanni Visconti            | Neri Sottoli-Selle Italia-KTM | 10 pts                       |                              |

| Classificació de la muntanya | Classificació de la muntanya | Classificació de la muntanya  | Classificació de la muntanya | Classificació de la muntanya |
| Corredor                     | Corredor                     | Equip                         | Punts                        |                              |
| ---------------------------- | ---------------------------- | ----------------------------- | ---------------------------- | ---------------------------- |
| 1r                           | Aleksei Lutsenko             | Astana                        | 35 pts                       |                              |
| 2n                           | Jakob Fuglsang               | Astana                        | 34 pts                       |                              |
| 3r                           | Adam Yates                   | Mitchelton-Scott              | 25 pts                       |                              |
| 4t                           | Julian Alaphilippe           | Deceuninck-Quick Step         | 23 pts                       |                              |
| 5è                           | Davide Gabburo               | Neri Sottoli-Selle Italia-KTM | 20 pts                       |                              |
| 6è                           | Natnael Berhane              | Cofidis, Solutions Crédits    | 20 pts                       |                              |
| 7è                           | Primož Roglič                | Team Jumbo-Visma              | 18 pts                       |                              |
| 8è                           | Mads Pedersen                | Trek-Segafredo                | 14 pts                       |                              |
| 9è                           | Sebastian Schönberger        | Neri Sottoli-Selle Italia-KTM | 12 pts                       |                              |
| 10è                          | Giovanni Visconti            | Neri Sottoli-Selle Italia-KTM | 10 pts                       |                              |

| Classificació del millor jove | Classificació del millor jove | Classificació del millor jove | Classificació del millor jove | Classificació del millor jove |
| Corredor                      | Corredor                      | Equip                         | Temps                         |                               |
| ----------------------------- | ----------------------------- | ----------------------------- | ----------------------------- | ----------------------------- |
| 1r                            | Sam Oomen                     | Team Sunweb                   | 25h 31' 12"                   |                               |
| 2n                            | Tiesj Benoot                  | Lotto-Soudal                  | + 25"                         |                               |
| 3r                            | Matej Mohorič                 | Bahrain-Merida                | + 1' 50"                      |                               |
| 4t                            | Ruben Guerreiro               | Katusha-Alpecin               | + 5' 03"                      |                               |
| 5è                            | Søren Kragh Andersen          | Team Sunweb                   | + 15' 44"                     |                               |
| 6è                            | Simone Velasco                | Neri Sottoli-Selle Italia-KTM | + 15' 51"                     |                               |
| 7è                            | Mads Pedersen                 | Trek-Segafredo                | + 24' 01"                     |                               |
| 8è                            | Davide Ballerini              | Astana                        | + 25' 52"                     |                               |
| 9è                            | Nicola Conci                  | Trek-Segafredo                | + 27' 31"                     |                               |
| 10è                           | Kasper Asgreen                | Deceuninck-Quick Step         | + 29' 08"                     |                               |

| Classificació del millor jove | Classificació del millor jove | Classificació del millor jove | Classificació del millor jove | Classificació del millor jove |
| Corredor                      | Corredor                      | Equip                         | Temps                         |                               |
| ----------------------------- | ----------------------------- | ----------------------------- | ----------------------------- | ----------------------------- |
| 1r                            | Sam Oomen                     | Team Sunweb                   | 25h 31' 12"                   |                               |
| 2n                            | Tiesj Benoot                  | Lotto-Soudal                  | + 25"                         |                               |
| 3r                            | Matej Mohorič                 | Bahrain-Merida                | + 1' 50"                      |                               |
| 4t                            | Ruben Guerreiro               | Katusha-Alpecin               | + 5' 03"                      |                               |
| 5è                            | Søren Kragh Andersen          | Team Sunweb                   | + 15' 44"                     |                               |
| 6è                            | Simone Velasco                | Neri Sottoli-Selle Italia-KTM | + 15' 51"                     |                               |
| 7è                            | Mads Pedersen                 | Trek-Segafredo                | + 24' 01"                     |                               |
| 8è                            | Davide Ballerini              | Astana                        | + 25' 52"                     |                               |
| 9è                            | Nicola Conci                  | Trek-Segafredo                | + 27' 31"                     |                               |
| 10è                           | Kasper Asgreen                | Deceuninck-Quick Step         | + 29' 08"                     |                               |

| Classificació per equips | Classificació per equips      | Classificació per equips | Classificació per equips |
| Equip                    | Equip                         | Temps                    |                          |
| ------------------------ | ----------------------------- | ------------------------ | ------------------------ |
| 1r                       | EF Education First            | 75h 51' 29"              |                          |
| 2n                       | Trek-Segafredo                | + 2' 30"                 |                          |
| 3r                       | Team Sunweb                   | + 6' 09"                 |                          |
| 4t                       | Lotto Soudal                  | + 9' 14"                 |                          |
| 5è                       | Astana                        | + 13' 27"                |                          |
| 6è                       | Movistar Team                 | + 18' 57"                |                          |
| 7è                       | Neri Sottoli-Selle Italia-KTM | + 19' 22"                |                          |
| 8è                       | Bahrain-Merida                | + 23' 10"                |                          |
| 9è                       | CCC Team                      | + 23' 48"                |                          |
| 10è                      | Team Jumbo-Visma              | + 25' 18"                |                          |

| Classificació per equips | Classificació per equips      | Classificació per equips | Classificació per equips |
| Equip                    | Equip                         | Temps                    |                          |
| ------------------------ | ----------------------------- | ------------------------ | ------------------------ |
| 1r                       | EF Education First            | 75h 51' 29"              |                          |
| 2n                       | Trek-Segafredo                | + 2' 30"                 |                          |
| 3r                       | Team Sunweb                   | + 6' 09"                 |                          |
| 4t                       | Lotto Soudal                  | + 9' 14"                 |                          |
| 5è                       | Astana                        | + 13' 27"                |                          |
| 6è                       | Movistar Team                 | + 18' 57"                |                          |
| 7è                       | Neri Sottoli-Selle Italia-KTM | + 19' 22"                |                          |
| 8è                       | Bahrain-Merida                | + 23' 10"                |                          |
| 9è                       | CCC Team                      | + 23' 48"                |                          |
| 10è                      | Team Jumbo-Visma              | + 25' 18"                |                          |

## Evolució de les classificacions
| Etapa | Vencedor           | Classificació general | Classificació per punts | Classificació de la muntanya | Classificació dels joves | Classificació per equips |
| ----- | ------------------ | --------------------- | ----------------------- | ---------------------------- | ------------------------ | ------------------------ |
| 1     | Mitchelton-Scott   | Michael Hepburn       | No entregat             | No entregat                  | Laurens De Plus          | Mitchelton-Scott         |
| 2     | Julian Alaphilippe | Adam Yates            | Julian Alaphilippe      | Julian Alaphilippe           | Laurens De Plus          | Team Jumbo-Visma         |
| 3     | Elia Viviani       | Adam Yates            | Mirco Maestri           | Natnael Berhane              | Laurens De Plus          | Team Jumbo-Visma         |
| 4     | Alexey Lutsenko    | Adam Yates            | Mirco Maestri           | Alexey Lutsenko              | Sam Oomen                | EF Education First       |
| 5     | Jakob Fuglsang     | Adam Yates            | Adam Yates              | Alexey Lutsenko              | Sam Oomen                | EF Education First       |
| 6     | Julian Alaphilippe | Adam Yates            | Mirco Maestri           | Alexey Lutsenko              | Sam Oomen                | EF Education First       |
| 7     | Victor Campenaerts | Primož Roglič         | Mirco Maestri           | Alexey Lutsenko              | Sam Oomen                | EF Education First       |
| Final | Final              | Primož Roglič         | Mirco Maestri           | Alexey Lutsenko              | Sam Oomen                | EF Education First       |

## Llista de participants
| Team Sky SKY | Team Sky SKY                               | Team Sky SKY |
| ------------ | ------------------------------------------ | ------------ |
| Núm          | Ciclista                                   | Pos          |
| 1            | Geraint Thomas (GBR) (crono)               | DNF-4        |
| 2            | Jonathan Castroviejo Nicolás (ESP) (crono) | 28è          |
| 3            | Gianni Moscon (ITA) (crono)                | DNF-2        |
| 4            | Wout Poels (NED)                           | 7è           |
| 5            | Salvatore Puccio (ITA)                     | 71è          |
| 6            | Filippo Ganna (ITA)                        | 103è         |
| 7            | Ian Stannard (GBR)                         | 91è          |

| AG2R La Mondiale ALM | AG2R La Mondiale ALM    | AG2R La Mondiale ALM |
| -------------------- | ----------------------- | -------------------- |
| Núm                  | Ciclista                | Pos                  |
| 11                   | Nico Denz (GER)         | 92è                  |
| 12                   | Silvan Dillier (SUI)    | 85è                  |
| 13                   | Julien Duval (FRA)      | 98è                  |
| 14                   | Dorian Godon (FRA)      | 86è                  |
| 15                   | Nans Peters (FRA)       | 70è                  |
| 16                   | Clément Venturini (FRA) | 44è                  |
| 17                   | Alexis Vuillermoz (FRA) | NP-7                 |

| Astana AST | Astana AST                    | Astana AST |
| ---------- | ----------------------------- | ---------- |
| Núm        | Ciclista                      | Pos        |
| 21         | Jakob Fuglsang (DEN)          | 3r         |
| 22         | Jandos Bijiguitov (KAZ)       | 54è        |
| 23         | Davide Ballerini (ITA)        | 102è       |
| 24         | Dario Cataldo (ITA)           | 47è        |
| 25         | Omar Fraile Matarranz (ESP)   | NP-7       |
| 26         | Dmitri Grúzdev (KAZ)          | 106è       |
| 27         | Aleksei Lutsenko (KAZ) (ruta) | 13è        |

| Bahrain-Merida TBM | Bahrain-Merida TBM         | Bahrain-Merida TBM |
| ------------------ | -------------------------- | ------------------ |
| Núm                | Ciclista                   | Pos                |
| 31                 | Vincenzo Nibali (ITA)      | 15è                |
| 32                 | Phil Bauhaus (GER)         | 140è               |
| 33                 | Damiano Caruso (ITA)       | DNF-3              |
| 34                 | Rohan Dennis (AUS)         | 95è                |
| 35                 | Matej Mohorič (SLO) (ruta) | 17è                |
| 36                 | Marcel Sieberg (GER)       | 134è               |
| 37                 | Jan Tratnik (SLO) (crono)  | 74è                |

| Bardiani CSF BRD | Bardiani CSF BRD         | Bardiani CSF BRD |
| ---------------- | ------------------------ | ---------------- |
| Núm              | Ciclista                 | Pos              |
| 41               | Enrico Barbin (ITA)      | 90è              |
| 42               | Michael Bresciani (ITA)  | 128è             |
| 43               | Mirco Maestri (ITA)      | 115è             |
| 44               | Marco Maronese (ITA)     | FC-4             |
| 45               | Paolo Simion (ITA)       | 129è             |
| 46               | Alessandro Tonelli (ITA) | 125è             |
| 47               | Luca Wackermann (ITA)    | 132è             |

| Bora-Hansgrohe BOH | Bora-Hansgrohe BOH          | Bora-Hansgrohe BOH |
| ------------------ | --------------------------- | ------------------ |
| Núm                | Ciclista                    | Pos                |
| 51                 | Peter Sagan (SVK) (ruta)    | 105è               |
| 52                 | Maciej Bodnar (POL) (crono) | 110è               |
| 53                 | Marcus Burghardt (GER)      | 73è                |
| 54                 | Davide Formolo (ITA)        | 22è                |
| 55                 | Oscar Gatto (ITA)           | 100è               |
| 56                 | Rafał Majka (POL)           | 52è                |
| 57                 | Daniel Oss (ITA)            | 87è                |

| CCC Team CPT | CCC Team CPT                   | CCC Team CPT |
| ------------ | ------------------------------ | ------------ |
| Núm          | Ciclista                       | Pos          |
| 61           | Greg Van Avermaet (BEL)        | 16è          |
| 62           | Guillaume Van Keirsbulck (BEL) | 34è          |
| 63           | Joey Rosskopf (USA) (crono)    | 33è          |
| 64           | Michael Schär (SUI)            | 69è          |
| 65           | Nathan Van Hooydonck (BEL)     | 67è          |
| 66           | Gijs Van Hoecke (BEL)          | 81è          |
| 67           | Łukasz Wiśniowski (POL)        | 42è          |

| Cofidis, Solutions Crédits COF | Cofidis, Solutions Crédits COF | Cofidis, Solutions Crédits COF |
| ------------------------------ | ------------------------------ | ------------------------------ |
| Núm                            | Ciclista                       | Pos                            |
| 71                             | Nacer Bouhanni (FRA)           | FC-1                           |
| 72                             | Natnael Berhane (ERI)          | 83è                            |
| 73                             | Dimitri Claeys (BEL)           | DNF-4                          |
| 74                             | Anthony Perez (FRA)            | 99è                            |
| 75                             | Julien Simon (FRA)             | 46è                            |
| 76                             | Kenneth Vanbilsen (BEL)        | 32è                            |
| 77                             | Cyril Lemoine (FRA)            | 123è                           |

| Deceuninck-Quick Step DQT | Deceuninck-Quick Step DQT             | Deceuninck-Quick Step DQT |
| ------------------------- | ------------------------------------- | ------------------------- |
| Núm                       | Ciclista                              | Pos                       |
| 81                        | Julian Alaphilippe (FRA)              | 6è                        |
| 82                        | Kasper Asgreen (DEN)                  | 60è                       |
| 83                        | Yves Lampaert (BEL) (ruta)            | 61è                       |
| 84                        | Michael Mørkøv (DEN) (ruta)           | 131è                      |
| 85                        | Maximiliano Richeze Araquistain (ARG) | 118è                      |
| 86                        | Zdeněk Štybar (CZE)                   | 36è                       |
| 87                        | Elia Viviani (ITA) (ruta)             | 127è                      |

| EF Education First EF1 | EF Education First EF1      | EF Education First EF1 |
| ---------------------- | --------------------------- | ---------------------- |
| Núm                    | Ciclista                    | Pos                    |
| 91                     | Sep Vanmarcke (BEL)         | 31è                    |
| 92                     | Alberto Bettiol (ITA)       | 11è                    |
| 93                     | Mitchell Docker (AUS)       | 8è                     |
| 94                     | Tanel Kangert (EST) (crono) | 29è                    |
| 95                     | Sebastian Langeveld (NED)   | 79è                    |
| 96                     | Sacha Modolo (ITA)          | 109è                   |
| 97                     | Taylor Phinney (USA)        | 133è                   |

| Gazprom-RusVelo GAZ | Gazprom-RusVelo GAZ    | Gazprom-RusVelo GAZ |
| ------------------- | ---------------------- | ------------------- |
| Núm                 | Ciclista               | Pos                 |
| 101                 | Ildar Arslànov (RUS)   | FC-4                |
| 102                 | Stepan Kurianov (RUS)  | FC-4                |
| 103                 | Artiom Nitx (RUS)      | 139è                |
| 104                 | Aleksandr Pórsev (RUS) | 126è                |
| 105                 | Ivan Rovni (RUS)       | 63è                 |
| 106                 | Ievgueni Xalunov (RUS) | 24è                 |
| 107                 | Serguei Xílov (RUS)    | 111è                |

| Groupama-FDJ GFC | Groupama-FDJ GFC          | Groupama-FDJ GFC |
| ---------------- | ------------------------- | ---------------- |
| Núm              | Ciclista                  | Pos              |
| 111              | Thibaut Pinot (FRA)       | 5è               |
| 112              | Stefan Küng (SUI)         | 68è              |
| 113              | Mathieu Ladagnous (FRA)   | 48è              |
| 114              | Steve Morabito (SUI)      | 80è              |
| 115              | Miles Scotson (AUS)       | 59è              |
| 116              | Anthony Roux (FRA) (ruta) | 117è             |
| 117              | Benjamin Thomas (FRA)     | 97è              |

| Israel Cycling Academy ICA | Israel Cycling Academy ICA   | Israel Cycling Academy ICA |
| -------------------------- | ---------------------------- | -------------------------- |
| Núm                        | Ciclista                     | Pos                        |
| 121                        | Ben Hermans (BEL)            | 64è                        |
| 122                        | Matthias Brändle (AUT)       | 137è                       |
| 123                        | Alexander Cataford (CAN)     | 138è                       |
| 124                        | Davide Cimolai (ITA)         | NP-7                       |
| 125                        | Conor Dunne (IRL)            | 112è                       |
| 126                        | Krists Neilands (LAT) (ruta) | 93è                        |
| 127                        | Tom Van Asbroeck (BEL)       | 39è                        |

| Lotto-Soudal LTS | Lotto-Soudal LTS                 | Lotto-Soudal LTS |
| ---------------- | -------------------------------- | ---------------- |
| Núm              | Ciclista                         | Pos              |
| 131              | Tim Wellens (BEL)                | 18è              |
| 132              | Tiesj Benoot (BEL)               | 12è              |
| 133              | Victor Campenaerts (BEL) (crono) | 120è             |
| 134              | Carl Fredrik Hagen (NOR)         | 84è              |
| 135              | Jens Keukeleire (BEL)            | 43è              |
| 136              | Tomasz Marczyński (POL)          | DNF-3            |
| 137              | Tosh Van der Sande (BEL)         | 53è              |

| Mitchelton-Scott MTS | Mitchelton-Scott MTS          | Mitchelton-Scott MTS |
| -------------------- | ----------------------------- | -------------------- |
| Núm                  | Ciclista                      | Pos                  |
| 141                  | Adam Yates (GBR)              | 2n                   |
| 142                  | Alexander Edmondson (AUS)     | DNF-4                |
| 143                  | Brent Bookwalter (USA)        | 38è                  |
| 144                  | Luke Durbridge (AUS)          | 51è                  |
| 145                  | Michael Hepburn (AUS)         | 104è                 |
| 146                  | Christopher Juul-Jensen (DEN) | 58è                  |
| 147                  | Damien Howson (AUS)           | 75è                  |

| Movistar Team MOV | Movistar Team MOV                | Movistar Team MOV |
| ----------------- | -------------------------------- | ----------------- |
| Núm               | Ciclista                         | Pos               |
| 151               | Jorge Arcas (ESP)                | 77è               |
| 152               | Eduard Prades i Reverter (ESP)   | 20è               |
| 153               | Richard Carapaz Montenegro (ECU) | DNF-5             |
| 154               | Lluís Mas Bonet (ESP)            | 30è               |
| 155               | Nélson Oliveira (POR)            | 88è               |
| 156               | José Joaquín Rojas Gil (ESP)     | 40è               |
| 157               | Jasha Sütterlin (GER)            | 57è               |

| Neri Sottoli-Selle Italia-KTM NSK | Neri Sottoli-Selle Italia-KTM NSK | Neri Sottoli-Selle Italia-KTM NSK |
| --------------------------------- | --------------------------------- | --------------------------------- |
| Núm                               | Ciclista                          | Pos                               |
| 161                               | Giovanni Visconti (ITA)           | 62è                               |
| 162                               | Francesco Manuel Bongiorno (ITA)  | 50è                               |
| 163                               | Davide Gabburo (ITA)              | 121è                              |
| 164                               | Dayer Quintana Rojas (COL)        | 66è                               |
| 165                               | Sebastian Schönberger (AUT)       | 96è                               |
| 166                               | Simone Velasco (ITA)              | 37è                               |
| 167                               | Edoardo Zardini (ITA)             | 41è                               |

| Dimension Data TDD | Dimension Data TDD                | Dimension Data TDD |
| ------------------ | --------------------------------- | ------------------ |
| Núm                | Ciclista                          | Pos                |
| 171                | Roman Kreuziger (CZE)             | 27è                |
| 172                | Michael Valgren Andersen (DEN)    | NP-7               |
| 173                | Steven Cummings (GBR)             | 82è                |
| 174                | Reinardt Janse van Rensburg (RSA) | 78è                |
| 175                | Benjamin King (USA)               | 122è               |
| 176                | Giacomo Nizzolo (ITA)             | DNF-5              |
| 177                | Tom-Jelte Slagter (NED)           | 45è                |

| Team Jumbo-Visma TJV | Team Jumbo-Visma TJV      | Team Jumbo-Visma TJV |
| -------------------- | ------------------------- | -------------------- |
| Núm                  | Ciclista                  | Pos                  |
| 181                  | Primož Roglič (SLO)       | 1r                   |
| 182                  | Koen Bouwman (NED)        | DNF-4                |
| 183                  | Laurens De Plus (BEL)     | 65è                  |
| 184                  | Robert Gesink (NED)       | 21è                  |
| 185                  | Tony Martin (GER) (crono) | 135è                 |
| 186                  | Paul Martens (GER)        | 136è                 |
| 187                  | Jos van Emden (NED)       | 114è                 |

| Katusha-Alpecin TKA | Katusha-Alpecin TKA         | Katusha-Alpecin TKA |
| ------------------- | --------------------------- | ------------------- |
| Núm                 | Ciclista                    | Pos                 |
| 191                 | Enrico Battaglin (ITA)      | 55è                 |
| 192                 | Ian Boswell (USA)           | DNF-6               |
| 193                 | Jenthe Biermans (BEL)       | DNF-4               |
| 194                 | José Gonçalves Maciel (POR) | 26è                 |
| 195                 | Ruben Guerreiro (POR)       | 25è                 |
| 196                 | Viatxeslav Kuznetsov (RUS)  | 94è                 |
| 197                 | Mads Würtz Schmidt (DEN)    | 116è                |

| Team Sunweb SUN | Team Sunweb SUN            | Team Sunweb SUN |
| --------------- | -------------------------- | --------------- |
| Núm             | Ciclista                   | Pos             |
| 201             | Tom Dumoulin (NED)         | 4t              |
| 202             | Chad Haga (USA)            | 113è            |
| 203             | Søren Kragh Andersen (DEN) | 35è             |
| 204             | Nikias Arndt (GER)         | DNF-5           |
| 205             | Sam Oomen (NED)            | 9è              |
| 206             | Robert Power (AUS)         | 108è            |
| 207             | Nicolas Roche (IRL)        | 72è             |

| Trek-Segafredo TFS | Trek-Segafredo TFS           | Trek-Segafredo TFS |
| ------------------ | ---------------------------- | ------------------ |
| Núm                | Ciclista                     | Pos                |
| 211                | Gianluca Brambilla (ITA)     | 23è                |
| 212                | Nicola Conci (ITA)           | 56è                |
| 213                | Fabio Felline (ITA)          | DNF-3              |
| 214                | Markel Irizar Aranburu (ESP) | 119è               |
| 215                | Mads Pedersen (DEN)          | 49è                |
| 216                | Toms Skujiņš (LAT) (crono)   | 19è                |
| 217                | Jasper Stuyven (BEL)         | 76è                |

| UAE Team Emirates UAD | UAE Team Emirates UAD            | UAE Team Emirates UAD |
| --------------------- | -------------------------------- | --------------------- |
| Núm                   | Ciclista                         | Pos                   |
| 221                   | Fernando Gaviria Rendón (COL)    | 89è                   |
| 222                   | Tom Bohli (SUI)                  | 124è                  |
| 223                   | Simone Consonni (ITA)            | 107è                  |
| 224                   | Valerio Conti (ITA)              | 101è                  |
| 225                   | Rui Alberto Faria da Costa (POR) | 10è                   |
| 226                   | Jan Polanc (SLO)                 | 14è                   |
| 227                   | Oliviero Troia (ITA)             | 130è                  |

| Team Sky SKY | Team Sky SKY                               | Team Sky SKY |
| ------------ | ------------------------------------------ | ------------ |
| Núm          | Ciclista                                   | Pos          |
| 1            | Geraint Thomas (GBR) (crono)               | DNF-4        |
| 2            | Jonathan Castroviejo Nicolás (ESP) (crono) | 28è          |
| 3            | Gianni Moscon (ITA) (crono)                | DNF-2        |
| 4            | Wout Poels (NED)                           | 7è           |
| 5            | Salvatore Puccio (ITA)                     | 71è          |
| 6            | Filippo Ganna (ITA)                        | 103è         |
| 7            | Ian Stannard (GBR)                         | 91è          |

| AG2R La Mondiale ALM | AG2R La Mondiale ALM    | AG2R La Mondiale ALM |
| -------------------- | ----------------------- | -------------------- |
| Núm                  | Ciclista                | Pos                  |
| 11                   | Nico Denz (GER)         | 92è                  |
| 12                   | Silvan Dillier (SUI)    | 85è                  |
| 13                   | Julien Duval (FRA)      | 98è                  |
| 14                   | Dorian Godon (FRA)      | 86è                  |
| 15                   | Nans Peters (FRA)       | 70è                  |
| 16                   | Clément Venturini (FRA) | 44è                  |
| 17                   | Alexis Vuillermoz (FRA) | NP-7                 |

| Astana AST | Astana AST                    | Astana AST |
| ---------- | ----------------------------- | ---------- |
| Núm        | Ciclista                      | Pos        |
| 21         | Jakob Fuglsang (DEN)          | 3r         |
| 22         | Jandos Bijiguitov (KAZ)       | 54è        |
| 23         | Davide Ballerini (ITA)        | 102è       |
| 24         | Dario Cataldo (ITA)           | 47è        |
| 25         | Omar Fraile Matarranz (ESP)   | NP-7       |
| 26         | Dmitri Grúzdev (KAZ)          | 106è       |
| 27         | Aleksei Lutsenko (KAZ) (ruta) | 13è        |

| Bahrain-Merida TBM | Bahrain-Merida TBM         | Bahrain-Merida TBM |
| ------------------ | -------------------------- | ------------------ |
| Núm                | Ciclista                   | Pos                |
| 31                 | Vincenzo Nibali (ITA)      | 15è                |
| 32                 | Phil Bauhaus (GER)         | 140è               |
| 33                 | Damiano Caruso (ITA)       | DNF-3              |
| 34                 | Rohan Dennis (AUS)         | 95è                |
| 35                 | Matej Mohorič (SLO) (ruta) | 17è                |
| 36                 | Marcel Sieberg (GER)       | 134è               |
| 37                 | Jan Tratnik (SLO) (crono)  | 74è                |

| Bardiani CSF BRD | Bardiani CSF BRD         | Bardiani CSF BRD |
| ---------------- | ------------------------ | ---------------- |
| Núm              | Ciclista                 | Pos              |
| 41               | Enrico Barbin (ITA)      | 90è              |
| 42               | Michael Bresciani (ITA)  | 128è             |
| 43               | Mirco Maestri (ITA)      | 115è             |
| 44               | Marco Maronese (ITA)     | FC-4             |
| 45               | Paolo Simion (ITA)       | 129è             |
| 46               | Alessandro Tonelli (ITA) | 125è             |
| 47               | Luca Wackermann (ITA)    | 132è             |

| Bora-Hansgrohe BOH | Bora-Hansgrohe BOH          | Bora-Hansgrohe BOH |
| ------------------ | --------------------------- | ------------------ |
| Núm                | Ciclista                    | Pos                |
| 51                 | Peter Sagan (SVK) (ruta)    | 105è               |
| 52                 | Maciej Bodnar (POL) (crono) | 110è               |
| 53                 | Marcus Burghardt (GER)      | 73è                |
| 54                 | Davide Formolo (ITA)        | 22è                |
| 55                 | Oscar Gatto (ITA)           | 100è               |
| 56                 | Rafał Majka (POL)           | 52è                |
| 57                 | Daniel Oss (ITA)            | 87è                |

| CCC Team CPT | CCC Team CPT                   | CCC Team CPT |
| ------------ | ------------------------------ | ------------ |
| Núm          | Ciclista                       | Pos          |
| 61           | Greg Van Avermaet (BEL)        | 16è          |
| 62           | Guillaume Van Keirsbulck (BEL) | 34è          |
| 63           | Joey Rosskopf (USA) (crono)    | 33è          |
| 64           | Michael Schär (SUI)            | 69è          |
| 65           | Nathan Van Hooydonck (BEL)     | 67è          |
| 66           | Gijs Van Hoecke (BEL)          | 81è          |
| 67           | Łukasz Wiśniowski (POL)        | 42è          |

| Cofidis, Solutions Crédits COF | Cofidis, Solutions Crédits COF | Cofidis, Solutions Crédits COF |
| ------------------------------ | ------------------------------ | ------------------------------ |
| Núm                            | Ciclista                       | Pos                            |
| 71                             | Nacer Bouhanni (FRA)           | FC-1                           |
| 72                             | Natnael Berhane (ERI)          | 83è                            |
| 73                             | Dimitri Claeys (BEL)           | DNF-4                          |
| 74                             | Anthony Perez (FRA)            | 99è                            |
| 75                             | Julien Simon (FRA)             | 46è                            |
| 76                             | Kenneth Vanbilsen (BEL)        | 32è                            |
| 77                             | Cyril Lemoine (FRA)            | 123è                           |

| Deceuninck-Quick Step DQT | Deceuninck-Quick Step DQT             | Deceuninck-Quick Step DQT |
| ------------------------- | ------------------------------------- | ------------------------- |
| Núm                       | Ciclista                              | Pos                       |
| 81                        | Julian Alaphilippe (FRA)              | 6è                        |
| 82                        | Kasper Asgreen (DEN)                  | 60è                       |
| 83                        | Yves Lampaert (BEL) (ruta)            | 61è                       |
| 84                        | Michael Mørkøv (DEN) (ruta)           | 131è                      |
| 85                        | Maximiliano Richeze Araquistain (ARG) | 118è                      |
| 86                        | Zdeněk Štybar (CZE)                   | 36è                       |
| 87                        | Elia Viviani (ITA) (ruta)             | 127è                      |

| EF Education First EF1 | EF Education First EF1      | EF Education First EF1 |
| ---------------------- | --------------------------- | ---------------------- |
| Núm                    | Ciclista                    | Pos                    |
| 91                     | Sep Vanmarcke (BEL)         | 31è                    |
| 92                     | Alberto Bettiol (ITA)       | 11è                    |
| 93                     | Mitchell Docker (AUS)       | 8è                     |
| 94                     | Tanel Kangert (EST) (crono) | 29è                    |
| 95                     | Sebastian Langeveld (NED)   | 79è                    |
| 96                     | Sacha Modolo (ITA)          | 109è                   |
| 97                     | Taylor Phinney (USA)        | 133è                   |

| Gazprom-RusVelo GAZ | Gazprom-RusVelo GAZ    | Gazprom-RusVelo GAZ |
| ------------------- | ---------------------- | ------------------- |
| Núm                 | Ciclista               | Pos                 |
| 101                 | Ildar Arslànov (RUS)   | FC-4                |
| 102                 | Stepan Kurianov (RUS)  | FC-4                |
| 103                 | Artiom Nitx (RUS)      | 139è                |
| 104                 | Aleksandr Pórsev (RUS) | 126è                |
| 105                 | Ivan Rovni (RUS)       | 63è                 |
| 106                 | Ievgueni Xalunov (RUS) | 24è                 |
| 107                 | Serguei Xílov (RUS)    | 111è                |

| Groupama-FDJ GFC | Groupama-FDJ GFC          | Groupama-FDJ GFC |
| ---------------- | ------------------------- | ---------------- |
| Núm              | Ciclista                  | Pos              |
| 111              | Thibaut Pinot (FRA)       | 5è               |
| 112              | Stefan Küng (SUI)         | 68è              |
| 113              | Mathieu Ladagnous (FRA)   | 48è              |
| 114              | Steve Morabito (SUI)      | 80è              |
| 115              | Miles Scotson (AUS)       | 59è              |
| 116              | Anthony Roux (FRA) (ruta) | 117è             |
| 117              | Benjamin Thomas (FRA)     | 97è              |

| Israel Cycling Academy ICA | Israel Cycling Academy ICA   | Israel Cycling Academy ICA |
| -------------------------- | ---------------------------- | -------------------------- |
| Núm                        | Ciclista                     | Pos                        |
| 121                        | Ben Hermans (BEL)            | 64è                        |
| 122                        | Matthias Brändle (AUT)       | 137è                       |
| 123                        | Alexander Cataford (CAN)     | 138è                       |
| 124                        | Davide Cimolai (ITA)         | NP-7                       |
| 125                        | Conor Dunne (IRL)            | 112è                       |
| 126                        | Krists Neilands (LAT) (ruta) | 93è                        |
| 127                        | Tom Van Asbroeck (BEL)       | 39è                        |

| Lotto-Soudal LTS | Lotto-Soudal LTS                 | Lotto-Soudal LTS |
| ---------------- | -------------------------------- | ---------------- |
| Núm              | Ciclista                         | Pos              |
| 131              | Tim Wellens (BEL)                | 18è              |
| 132              | Tiesj Benoot (BEL)               | 12è              |
| 133              | Victor Campenaerts (BEL) (crono) | 120è             |
| 134              | Carl Fredrik Hagen (NOR)         | 84è              |
| 135              | Jens Keukeleire (BEL)            | 43è              |
| 136              | Tomasz Marczyński (POL)          | DNF-3            |
| 137              | Tosh Van der Sande (BEL)         | 53è              |

| Mitchelton-Scott MTS | Mitchelton-Scott MTS          | Mitchelton-Scott MTS |
| -------------------- | ----------------------------- | -------------------- |
| Núm                  | Ciclista                      | Pos                  |
| 141                  | Adam Yates (GBR)              | 2n                   |
| 142                  | Alexander Edmondson (AUS)     | DNF-4                |
| 143                  | Brent Bookwalter (USA)        | 38è                  |
| 144                  | Luke Durbridge (AUS)          | 51è                  |
| 145                  | Michael Hepburn (AUS)         | 104è                 |
| 146                  | Christopher Juul-Jensen (DEN) | 58è                  |
| 147                  | Damien Howson (AUS)           | 75è                  |

| Movistar Team MOV | Movistar Team MOV                | Movistar Team MOV |
| ----------------- | -------------------------------- | ----------------- |
| Núm               | Ciclista                         | Pos               |
| 151               | Jorge Arcas (ESP)                | 77è               |
| 152               | Eduard Prades i Reverter (ESP)   | 20è               |
| 153               | Richard Carapaz Montenegro (ECU) | DNF-5             |
| 154               | Lluís Mas Bonet (ESP)            | 30è               |
| 155               | Nélson Oliveira (POR)            | 88è               |
| 156               | José Joaquín Rojas Gil (ESP)     | 40è               |
| 157               | Jasha Sütterlin (GER)            | 57è               |

| Neri Sottoli-Selle Italia-KTM NSK | Neri Sottoli-Selle Italia-KTM NSK | Neri Sottoli-Selle Italia-KTM NSK |
| --------------------------------- | --------------------------------- | --------------------------------- |
| Núm                               | Ciclista                          | Pos                               |
| 161                               | Giovanni Visconti (ITA)           | 62è                               |
| 162                               | Francesco Manuel Bongiorno (ITA)  | 50è                               |
| 163                               | Davide Gabburo (ITA)              | 121è                              |
| 164                               | Dayer Quintana Rojas (COL)        | 66è                               |
| 165                               | Sebastian Schönberger (AUT)       | 96è                               |
| 166                               | Simone Velasco (ITA)              | 37è                               |
| 167                               | Edoardo Zardini (ITA)             | 41è                               |

| Dimension Data TDD | Dimension Data TDD                | Dimension Data TDD |
| ------------------ | --------------------------------- | ------------------ |
| Núm                | Ciclista                          | Pos                |
| 171                | Roman Kreuziger (CZE)             | 27è                |
| 172                | Michael Valgren Andersen (DEN)    | NP-7               |
| 173                | Steven Cummings (GBR)             | 82è                |
| 174                | Reinardt Janse van Rensburg (RSA) | 78è                |
| 175                | Benjamin King (USA)               | 122è               |
| 176                | Giacomo Nizzolo (ITA)             | DNF-5              |
| 177                | Tom-Jelte Slagter (NED)           | 45è                |

| Team Jumbo-Visma TJV | Team Jumbo-Visma TJV      | Team Jumbo-Visma TJV |
| -------------------- | ------------------------- | -------------------- |
| Núm                  | Ciclista                  | Pos                  |
| 181                  | Primož Roglič (SLO)       | 1r                   |
| 182                  | Koen Bouwman (NED)        | DNF-4                |
| 183                  | Laurens De Plus (BEL)     | 65è                  |
| 184                  | Robert Gesink (NED)       | 21è                  |
| 185                  | Tony Martin (GER) (crono) | 135è                 |
| 186                  | Paul Martens (GER)        | 136è                 |
| 187                  | Jos van Emden (NED)       | 114è                 |

| Katusha-Alpecin TKA | Katusha-Alpecin TKA         | Katusha-Alpecin TKA |
| ------------------- | --------------------------- | ------------------- |
| Núm                 | Ciclista                    | Pos                 |
| 191                 | Enrico Battaglin (ITA)      | 55è                 |
| 192                 | Ian Boswell (USA)           | DNF-6               |
| 193                 | Jenthe Biermans (BEL)       | DNF-4               |
| 194                 | José Gonçalves Maciel (POR) | 26è                 |
| 195                 | Ruben Guerreiro (POR)       | 25è                 |
| 196                 | Viatxeslav Kuznetsov (RUS)  | 94è                 |
| 197                 | Mads Würtz Schmidt (DEN)    | 116è                |

| Team Sunweb SUN | Team Sunweb SUN            | Team Sunweb SUN |
| --------------- | -------------------------- | --------------- |
| Núm             | Ciclista                   | Pos             |
| 201             | Tom Dumoulin (NED)         | 4t              |
| 202             | Chad Haga (USA)            | 113è            |
| 203             | Søren Kragh Andersen (DEN) | 35è             |
| 204             | Nikias Arndt (GER)         | DNF-5           |
| 205             | Sam Oomen (NED)            | 9è              |
| 206             | Robert Power (AUS)         | 108è            |
| 207             | Nicolas Roche (IRL)        | 72è             |

| Trek-Segafredo TFS | Trek-Segafredo TFS           | Trek-Segafredo TFS |
| ------------------ | ---------------------------- | ------------------ |
| Núm                | Ciclista                     | Pos                |
| 211                | Gianluca Brambilla (ITA)     | 23è                |
| 212                | Nicola Conci (ITA)           | 56è                |
| 213                | Fabio Felline (ITA)          | DNF-3              |
| 214                | Markel Irizar Aranburu (ESP) | 119è               |
| 215                | Mads Pedersen (DEN)          | 49è                |
| 216                | Toms Skujiņš (LAT) (crono)   | 19è                |
| 217                | Jasper Stuyven (BEL)         | 76è                |

| UAE Team Emirates UAD | UAE Team Emirates UAD            | UAE Team Emirates UAD |
| --------------------- | -------------------------------- | --------------------- |
| Núm                   | Ciclista                         | Pos                   |
| 221                   | Fernando Gaviria Rendón (COL)    | 89è                   |
| 222                   | Tom Bohli (SUI)                  | 124è                  |
| 223                   | Simone Consonni (ITA)            | 107è                  |
| 224                   | Valerio Conti (ITA)              | 101è                  |
| 225                   | Rui Alberto Faria da Costa (POR) | 10è                   |
| 226                   | Jan Polanc (SLO)                 | 14è                   |
| 227                   | Oliviero Troia (ITA)             | 130è                  |